# Église Saint-Martin d'Allas-Bocage
L'église Saint-Martin est une église située à Allas-Bocage, dans le département français de la Charente-Maritime en région Nouvelle-Aquitaine.

## Historique
L'église est inscrite au titre des monuments historiques par arrêté du 31 décembre 1986.

## Galerie

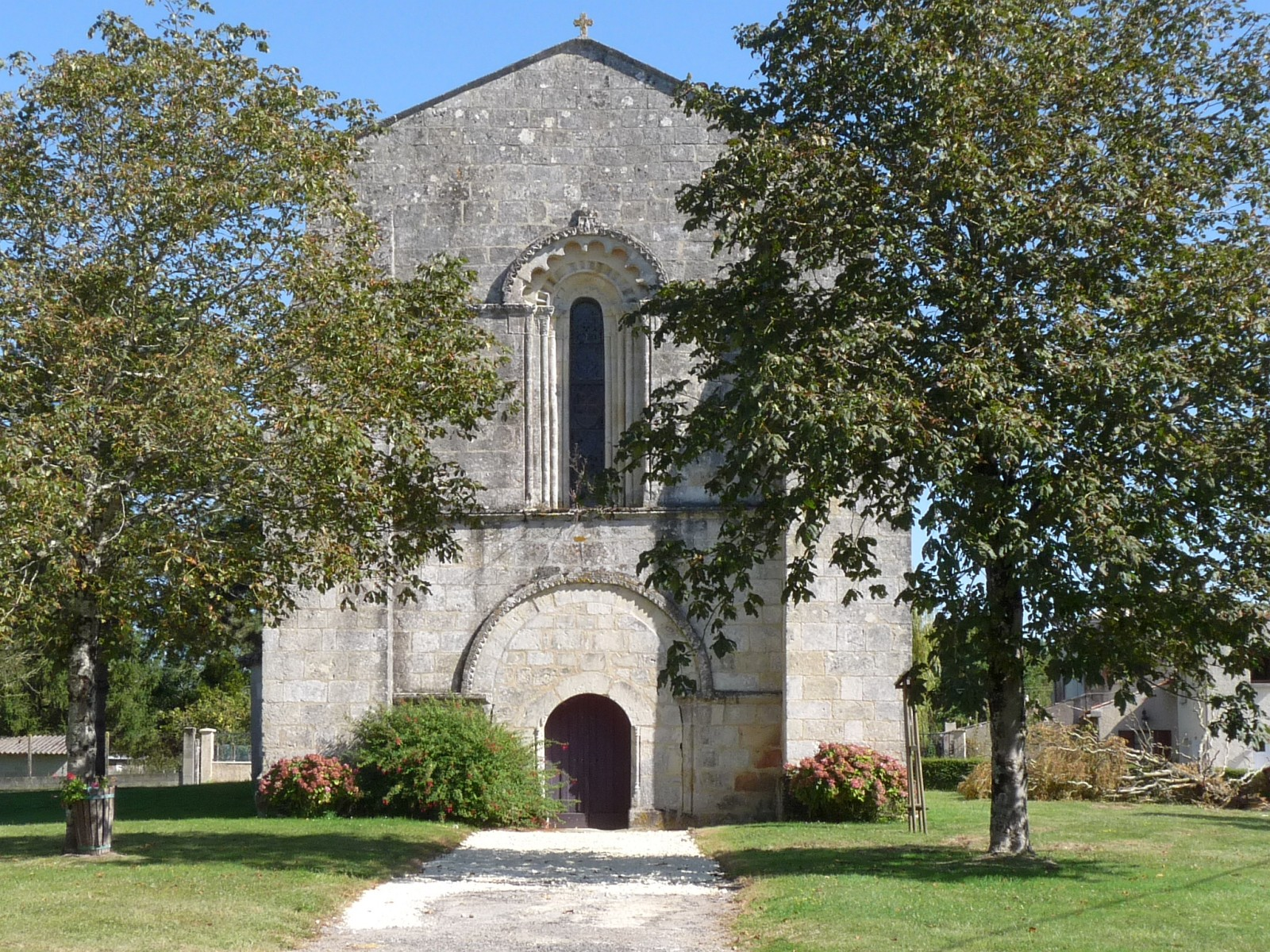
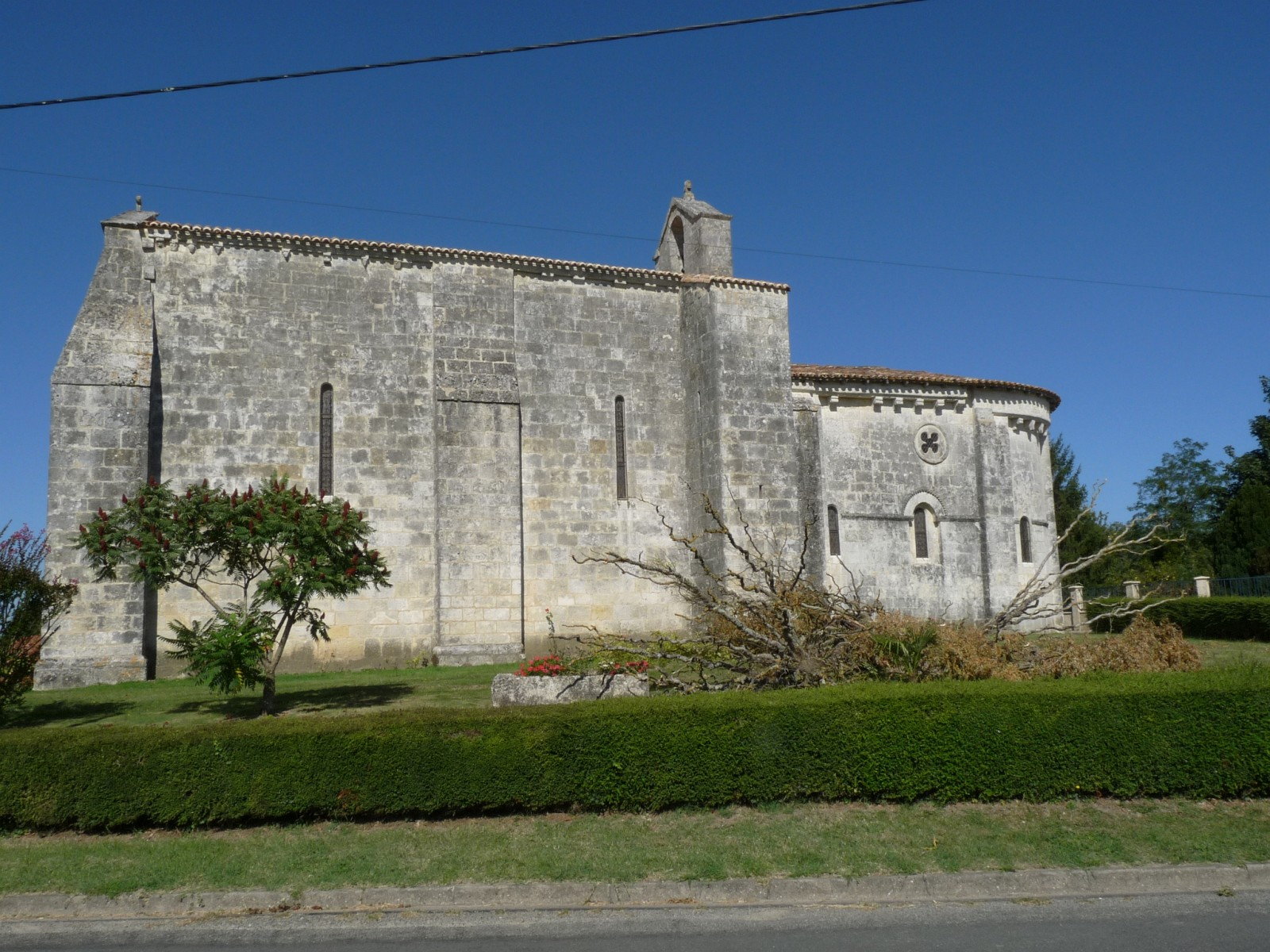
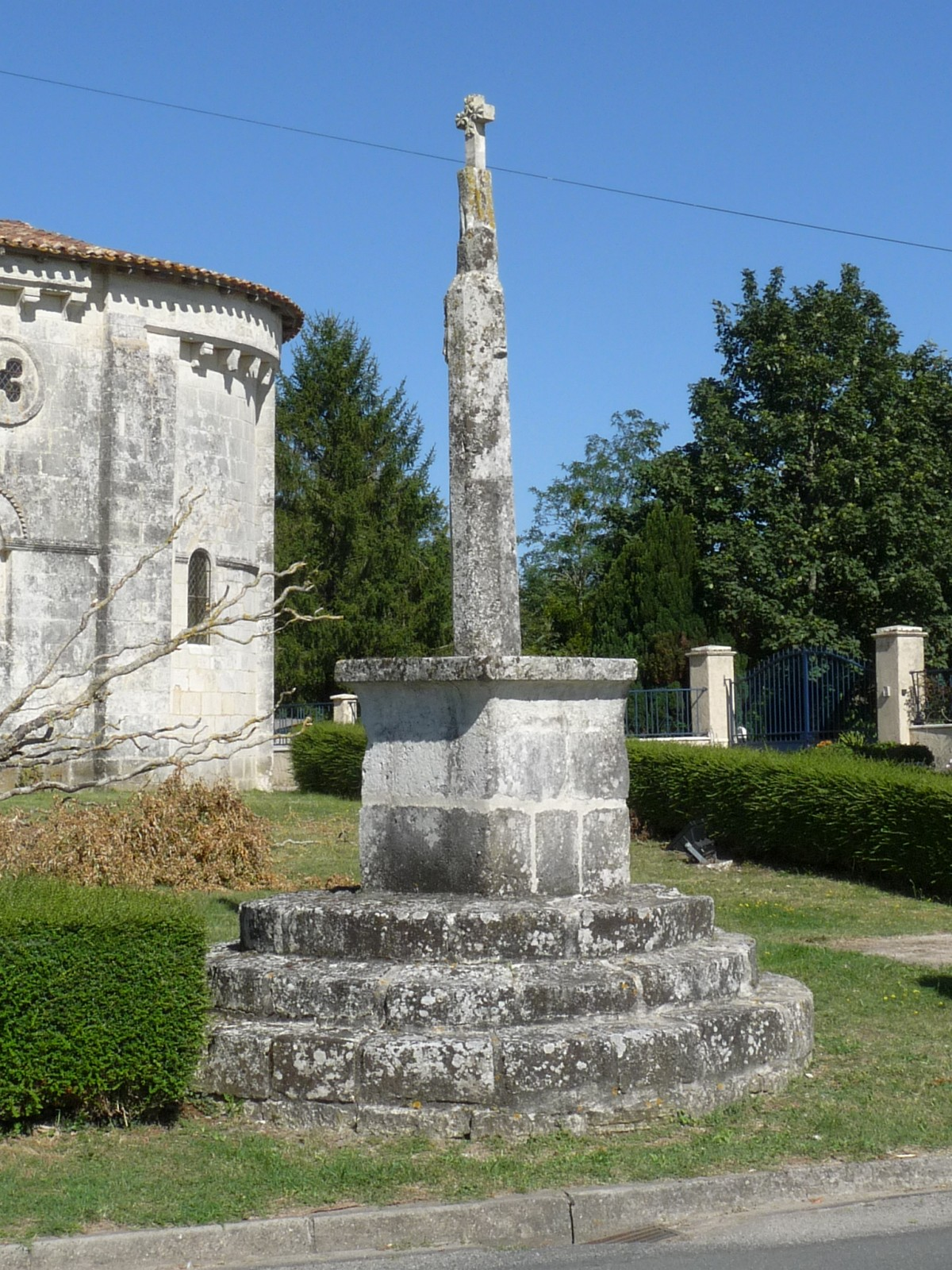